# مایکل راتول (ملوان)
مایکل راتول (انگلیسی: Michael Rothwell؛ زادهٔ june ۳۰, ۱۹۵۳ (۷۱ سال)) ورزشکار اهل ایالات متحده آمریکا است.
وی در مسابقات کشوری و بین‌المللی در مجموع برندهٔ ۱ مدال نقره شده‌است.